# Owlman
Owlman è il nome di numerosi criminali immaginari pubblicati dalla DC Comics che sono versioni alternative di Batman. Owlman comparve per la prima volta in Justice League of America (vol. 1) n. 29 (agosto 1964) e fu creato da Gardner Fox e Mike Sekowsky. Fu creato come la versione malvagia di Batman in quanto è noto che i gufi (owl, dall'inglese, gufo) predano i pipistrelli.

## Storia della pubblicazione
Originariamente, Owlman era un super criminale super intelligente senza nome che fu creato come controparte malvagia di Batman, ed un membro dell'organizzazione criminale nota come Sindacato del crimine, che ebbe origine ed opera su Terra 3. In alcune comparse pre-Crisi del Sindacato, l'Owlman di Terra 3 aveva anche l'abilità di controllare la mente delle altre persone, sebbene non fu chiaro come ottenne una tale abilità. L'Owlman di Terra 3 pre-Crisi e tutti membri del Sindacato del crimine furono uccisi durante la Crisi sulle Terre infinite per mano dell'Anti-Monitor.

## Biografia del personaggio

### Thomas Wayne Jr.
Il personaggio di Owlman fu ripescato insieme ad altri alla fine degli anni novanta per la continuità DC attuale nel fumetto JLA: Earth 2. Questo Owlman fu sviluppato per fare riflettere i lettori moderni con un atteggiamento e uno sfondo molto più oscuro delle prime versioni della squadra. Sulla Terra anti-materiale, Owlman era Thomas Wayne Jr, fratello maggiore del Bruce Wayne della nostra realtà. Nella maggior parte degli universi DC, la genesi del personaggio di Batman avvenne con l'uccisione dei genitori del piccolo Bruce, Thomas e Martha Wayne, cosa che spinse il giovane a combattere il crimine.
Nell'universo anti-materiale, però, il giovane Bruce fu ucciso insieme a sua madre da un poliziotto quando Thomas Sr. si rifiutò di seguirlo per essere interrogato. Thomas Jr. fuggì dalla scena del crimine insieme al teppista Joe Chill, che considerava il suo eroe, e divenne Owlman. Equipaggiandosi di una cintura multiuso che conteneva tecnologie ed armi simili a quelle utilizzate da Batman insieme ad una droga che aumentava l'intelletto (devoto al crimine, invece che servire la legge), Owlman divenne un maestro del crimine ed un alleato del Boss Gordon (versione anti-materiale di James Gordon).
Successivamente, Owlman scoprì che suo padre era ancora vivo e che divenne il capo della polizia della loro versione di Gotham City, e che mise insieme un gruppo di ufficiali di polizia che non si arrendevano all'infuriante corruzione che aberrava la loro Terra. Thomas Jr. incolpò suo padre della morte di sua madre e di suo fratello ed era fortemente accecato che l'obiettivo della sua carriera criminale era quello di punire suo padre, che sa bene chi sia e che è egualmente determinato a distruggere il suo stesso figlio; durante la sua visita nell'Universo DC principale, dopo aver scoperto la tomba dei coniugi Wayne affermò che non gli importava nulla perché "Lui è morto", presumibilmente riferendosi a Thomas Wayne Sr., e in effetti mostra un momento raro di umanità in quanto è l'unica scena in cui lo si vede inginocchiarsi di fronte alla tomba.
Mentre il Clark Kent anti-materiale come Ultraman è il leader del Sindacato del crimine, Thomas Jr. come Owlman è il cervello del gruppo. La relazione lavorativa tra i due è estremamente tesa, a causa del desiderio di Ultraman di governare tutto il pianeta attraverso la paura e la violenza che si scontra con il desiderio, più pragmatico, di permettere il dissenso e la ribellione fino al disordine completo, al fine di trovare a lui e ai suoi colleghi del Sindacato dei nemici da combattere.
Un'ulteriore complicazione è il fatto che Thomas Jr. portò avanti per un lungo periodo una relazione con la moglie di Ultraman, Superwoman. Ultraman è al corrente della situazione, ma a causa del fatto che Thomas Jr. possiede dei ricatti fotografati riservati che potrebbero incriminarlo, non è nella condizione migliore per potersi vendicare del tradimento.
In JLA: Earth 2, l'Alexander Luthor anti-materiale, una versione eroica di Lex Luthor, fece riferimento alla droga che incrementa l'attività della corteccia cerebrale, sebbene questa versione di Owlman non dimostrò nessuna abilità super umana. Presumibilmente, Thomas Jr. utilizza poco questa droga per aumentare la sua capacità mentale sebbene non sia specificatamente affermato quanto siano potenti i suoi poteri mentali o di quanto siano incrementati grazie a questi mezzi artificiali.
Recentemente, Thomas Jr. e i suoi alleati anti-materiali comparvero nella serie settimanale "Trinity", cominciando dal n. 9. I "Guerrieri di Qward" attaccarono la loro Terra, uccidendo milioni di persone e devastando il paesaggio. Il Sindacato rapì centinaia di persone da tutti 52 mondi del multiverso, incluso quello che avrebbe dovuto essere Jimmy Olsen, ma che si rivelò essere il suo duplicato anti-materiale. Non è chiaro se Thomas Jr. permise alla Justice League of America di vincere al fine di contrattaccarli una volta finita l'invasione o se fu realmente sconfitto.

## Altre versioni

### Owlman di Qward
Un Guerriero di Qward, che indossava lo stesso costume dell'Owlman di Terra 3 pre-Crisi, comparve una volta al fianco di un rimpiazzo della squadra del Sindacato del crimine di Qward. Questo Owlman di Qward fu semplice da identificare rispetto al suo duplicato di terra 3 a causa del suo volto e dei suoi occhi.

### Owlman di Terra 3
In 52 Settimana 52, una versione alternativa della Terra 3 pre-crisi fu mostrata come parte del nuovo Multiverso. Nella descrizione c'erano personaggi che erano version malvagie della Justice Society of America, incluso Batman. I nomi dei personaggi e della squadra non furono menzionati nei due pannelli in cui comparvero, ma il Batman alternativo era visibilmente somigliante ad Owlman.
Basato su un commento di Grant Morrison, questa Terra non è la Terra 3 pre-Crisi, non correlando i nuovi personaggi alle loro versioni precedenti.
In The Search for Ray Palmer: Crime Society si afferma che questa realtà è la Terra 3, separata dalla realtà della Terra 3 pre-Crisi e un Owlman più anziano è visto in compagnia di una spalla di nome Talon, vestito come il Robin-Dick Grayson. Il giovane Talon corrente ha una relazione con Duela Dent, figlia del suo arci-nemico, Jokester come visto nella serie Teen Titans. Il Teen Titan Talon indossa un costume che è un'alternativa diretta del costume di Robin-Tim Drake, suggerendo che Talon sia la versione di Drake di Terra 3 e non lo stesso Talon/Grayson mostrato in "Search". Basato su un'illustrazione ed una descrizione in questo stesso fumetto, si afferma che uno di questi Talon succedette ad Owlman in una maniera simile in cui Dick Grayson succedette a Batman per un breve periodo, in quanto lo si vide uccidere Jokester nella pagina 22 del fumetto con lo stesso stivale del Jokester lanciatogli alla gola. Un giovane Owlman con un costume diverso ed un elmetto comparve nello stesso fumetto mentre combatteva il Jokester.
Non è specificato chi è il giovane Owlman anche se il suo viso viene chiaramente mostrato nel pannello. Alcuni suggeriscono che il vecchio Owlman era il Bruce Wayne post-Crisi di Terra 3, basato sul fatto che si afferma che il Todd post-Crisi di Terra 3 sia l'Owlman corrente, mentre altri affermano che il vecchio Owlman fosse qualcun altro. La nascita del vecchio Owlman non fu specificata nel pannello.
Questo giovane Owlman con un costume diverso ed un elmetto comparve nuovamente nel n. 31 di Countdown - assistito da una squadra a cui ci si riferì con il nome di Società del Crimine. Fu affermato da Bob il Monitor che questo giovane Owlman e il giovane Jason Todd di Terra 3, in quanto combatté contro il Jason Todd della Nuova Terra. Il Todd di Nuova Terra fu aiutato dai suoi compagni di viaggio, Kyle Rayner e Donna Troy contro gli altri membri della Società del crimine post- Crisi di Terra 3 inclusi un giovane Ultraman ed una versione alternativa dello Spettro.

### Roy Raymond Jr.
Durante l'assenza di Batman, agli Outsiders si unì un nuovo Owlman. Uno scherzo o una minaccia lanciata dalla DC Nation dell'ottobre 2008 suggerì che ci fosse Alfred Pennyworth sotto la maschera. Tuttavia, in Outsiders Special n. 1 (2009), si scoprì che era Roy Raymond Jr. che divenne Owlman. Tutto ciò fu confermato in Outsiders n. 15 (febbraio 2009), dove Raymond divenne Owlman, con un equipaggiamento lasciato proprio da Batman per quello scopo.

## Altri media

### Televisione
- Owlman comparve negli episodi Mondo Parallelo (Deep Cover for Batman) e Game Over, Gufo Nero (Game Over for Owlman) della serie animata Batman: The Brave and the Bold, qui nominato come Gufo Nero. Il primo lo vede come leader del Sindacato dell'Ingiustizia. Owlman utilizzò l'oscillatore di fase per andare nella dimensione di Batman. Dopo una breve battaglia, il Cavaliere Oscuro lo fece rinchiudere. Finirono per scambiarsi i ruoli quando Batman decise di fermare il Sindacato con Owlman imprigionato nella cella della Batcaverna. In "Game Over for Owlman", Owlman fuggì e infamò Batman commettendo vari crimini vestito da eroe. Così facendo mise insieme Black Manta, Brain, Dottor Polaris, il Fantasma Gentiluomo e Gorilla Grodd perché si unissero a lui. Con gli eroi contro di lui, Batman si alleò con il Joker. Owlman utilizzò il computer di Batman per trovare delle debolezze per catturare Freccia Verde, Blue Beetle, Plastic Man, Red Tornado, Atomo ed Aquaman. Quando finirono catturati, Owlman negoziò con Batman per riprendersi l'oscillatore di fase in cambio della libertà degli eroi. Quando arrivò a doversi battere contro Owlman ed i suoi alleati, Owlman permise al Joker di lavorare alla trappola di cera. Batman rivelò di aver viaggiato in altre Terre per mettere insieme tutti Batmen per farsi aiutare a sconfiggere i criminali e a liberare gli eroi. Utilizzando una cortina fumogena, il Batman di Terra 1 riuscì ad intrappolare Owlman e il Joker nella cera. Infine, Owlman fu riportato nella sua dimensione legato con una corda, mentre gli altri criminali furono arrestati.

### Film

Owlman nel film d'animazione Justice League: La crisi dei due mondi

Owlman comparve come antagonista principale nel film animato Justice League: La crisi dei due mondi, doppiato in originale dall'attore James Woods. Sembrò essere basato principalmente sulla versione di Thomas Wayne Jr.; essendo uno stratega calcolatore e sinistro e portando avanti una relazione con Superwoman. In confronto al suo opposto, Batman, anche se lui e il Cavaliere Oscuro sono molto simili sotto molti aspetti, Owlman è molto più scaltro e dimostra di essere un combattente molto più abile. A differenza della sua incarnazione dei fumetti, questa versione sembra non avere nessun superpotere, ma indossa un potente esoscheletro all'interno del suo costume dato che riuscì a combattere contro Wonder Woman, anche se, questa, riuscì a sconfiggerlo lo stesso. Quando scoprì l'esistenza del multiverso, cercò con insistenza la Terra Prime con l'intenzione di utilizzare una potente arma che il Sindacato sviluppò recentemente per distruggerla e con lei tutte le altre realtà, affermando che, l'esistenza del multiverso non ha senso senza significato, e volendo distruggere così tutto ciò che è. Desiderò fare ciò perché sapeva che non c'era una sua versione di un altro mondo che non stava per fare la scelta opposta. Riteneva persino l'umanità un cancro che doveva essere sradicato. Riuscì quasi a mettere in atto il suo piano, portando una bomba sulla Terra Prime e preparandola per l'imminente detonazione. Batman riuscì a fermarlo, facendo sì di inviare lui e la bomba su una Terra alternativa completamente deserta e fatta di ghiaccio. Owlman notò di avere ancora la possibilità di fermare la detonazione e salvarsi, ma non lo fece semplicemente affermando che "It doesn't matter" ("Non importa"). La bomba esplose distruggendo l'intero pianeta e di conseguenza anche Owlman.

### Miscellanea
- In Batman: Gotham Adventures n. 10 e 14, Harley Quinn viene liberata dal Manicomio di Arkham e decide di scrivere un romanzo rosa. Anche il Joker evade e dà un'occhiata alla brutta copia del romanzo. Scopre così che il libro non ha una storia che racconta tutto, ma che è una storia romantica alla Harley Quinn dal titolo "Maschera dell'Amore", che racconta le avventure di Pulcinella e Owlman (che è basato su Batman).
- Mentre Owlman non compare mai nella serie animata The Batman, sarebbe dovuto comparire in un futuro numero di The Batman Strikes!, un fumetto basato sulla serie televisiva, in una storia scritta da Josh Elder. Tuttavia, la cancellazione del titolo prevenne l'uscita della storia di Owlman.